# Starliner-1
Starliner-1 is de voorgenomen eerste missionaire vlucht van een Starliner en een reguliere vlucht van NASA’s Commercial Crew-programma. Met deze vlucht brengt Boeing in opdracht van NASA vier ruimtevaarders naar het ISS. De vlucht is ook bekend onder de Boeing-naam CST-1 maar wordt in het voorbijgaan meestal Starliner 1 genoemd. Op juridische documenten wordt de vlucht omschreven als Post-certification mission 1.
Aanvankelijk zou Starliner nr.1, die door Suni Williams de Calypso werd gedoopt, voor deze vlucht worden gebruikt. Maar doordat de mislukte vlucht Boe-OFT moet worden overgedaan is nu Starliner nr.2 doorgeschoven naar deze vlucht. Het zal de tweede vlucht van deze capsule zijn; ook de extra testvlucht Boe-OFT 2 werd met Starliner nr.2 gevlogen. Door een reeks problemen met testvluchten Boe-OFT, Boe-OFT 2 en Boe-CFT werd de vlucht vele malen uitgesteld en staat de lancering inmiddels gepland voor augustus 2025. De vlucht had tot 2019 het NASA-vluchtnummer USCV-2 wat inhield dat het de tweede reguliere vlucht van het Commercial Crew-programma zou worden. Door de eerder genoemde vertragingen bij de gereedkoming van de Starliner wordt de vlucht nu waarschijnlijk de elfde reguliere Commercial Crew-vlucht. NASA liet om praktische redenen de USCV-codering van Commercial Crew-vluchten los. USCV stond overigens voor United States Crew Vehicle

## Bemanning
Er zijn sinds 2018 meerdere ruimtevaarders aan deze vlucht toegewezen. Door vertragingen werd een groot deel van hen ongeboekt naar andere vluchten.
Op 3 augustus 2018 werden de NASA-bemanningsleden voor de testvluchten en de eerste missionaire vluchten van ieder ruimtetoestel van het Commercial Crew-programma waaronder deze vlucht bekendgemaakt. Dit waren Sunita Williams en Josh Cassada. Daar werden later twee niet Amerikanen aan toegevoegd. Door de vertraging werden die twee omgeboekt naar SpaceX Crew-2 (USCV-2) en is een van die stoelen in augustus 2020 aan NASA-astronaut Jeanette Epps toegewezen. De laatste stoel werd toen gereserveerd voor de Japanner Koichi Wakata.
De eerder ingeplande NASA-astronaut Josh Cassada en JAXA-astronaut Koichi Wakata werden wegens de vertragingen omgeboekt naar SpaceX Crew Dragon-vlucht SpaceX Crew-5. Sunita Williams zou aanvankelijk gezagvoerder zijn, maar werd in juni 2022 omgeboekt naar Starliner-testvlucht Boe-CFT. Michael Fincke die reserve staat voor die testvlucht werd toen door NASA genoemd als mogelijk bemanningslid voor Starliner-1. Op 30 september 2022 werden Fincke en Tingle aan de vlucht toegewezen. Epps werd in 2023 omgeboekt naar SpaceX Crew-8. Op 22 november 2023 volgde de selectie van de Canadees Joshua Kutryk.
| Positie            | Ruimtevaarder                        |
| ------------------ | ------------------------------------ |
| Gezagvoerder       | Scott Tingle, NASA 2e ruimtevlucht   |
| Piloot             | Michael Fincke, NASA 4e ruimtevlucht |
| Missiespecialist 1 | Joshua Kutryk, CSA 1e ruimtevlucht   |
| Missiespecialist 2 | -                                    |